# Balkrishna Doshi
Balkrishna Vithaldas Doshi (Pune, 26 augustus 1927 – Ahmedabad, 24 januari 2023) was een Indiaas architect.

## Levensloop
Balkrishna Doshi werd geboren te Pune in India uit een familie van meubelmakers. Hij studeerde architectuur aan de Sir J.J. School of Art te Mumbai van 1947 tot 1950. Niet lang daarna nam hij de boot naar Frankrijk om te werken voor Le Corbusier aan diens stedenbouwkundige projecten in Parijs. In 1954 keerde hij terug naar India, waar hij de leiding had over de totstandkoming van enkele projecten van Le Corbusier in Chandigarh en Ahmedabad. Doshi begon in 1956 zijn eigen bureau Vastushilpa, dat zich specialiseerde in het combineren van het brutalisme met Indiase architectuur.
Doshi richtte in 1962 een architectuurinstituut op, samen met Louis Kahn. Tussen 1966 en 2012 was hij hoogleraar aan de architectuuropleiding in Ahmedabad. In 2018 werd hem de Pritzker Prize toegekend, de hoogste prijs binnen de architectuur.

## Selectie van werken

Bibliotheek van het Indian Institute of Management, Bangalore
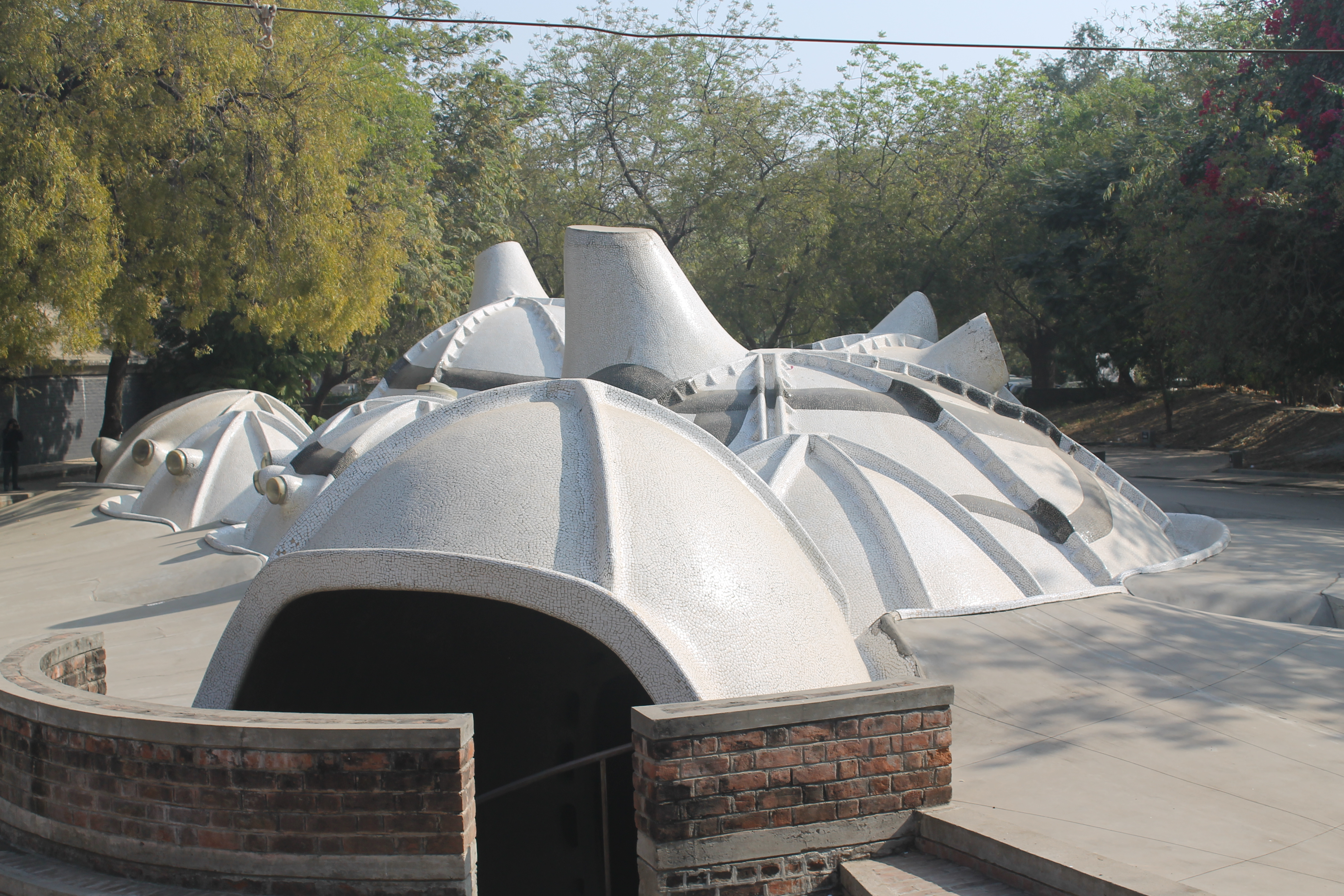
Grotten in Ahmedabad

- Bibsys: 98065153
- Catàleg d'autoritats de noms i títols de Catalunya: 981058526354106706
- CiNii: DA03425119
- Gemeinsame Normdatei: 118997424
- International Standard Name Identifier: 0000 0000 7861 1582
- Library of Congress Control Number: n88191043
- Nationale Bibliotheek van Tsjechië: ntk20201093720
- Nationale bibliotheek van Australië: 35042171
- Nationale Bibliotheek van Israël: 987007459059905171
- Nationale en Universitaire bibliotheek Zagreb: 000732068
- Nederlandse Thesaurus van Auteursnamen: 102135223
- Réseau des bibliothèques de Suisse occidentale: 02-A003188246
- Istituto Centrale per il Catalogo Unico: UFIV030309
- SNAC: w67d3dbq
- Système universitaire de documentation: 164692207
- Trove: 809739
- Union List of Artist Names: 500034371
- Virtual International Authority File: 79406814
- WorldCat: E39PBJjxtx9b9cJp4wH3BgTrbd

Philip Johnson (1979) · Luis Barragán (1980) · James Stirling (1981) · Kevin Roche (1982) · I.M. Pei (1983) · Richard Meier (1984) · Hans Hollein (1985) · Gottfried Böhm (1986) · Kenzo Tange (1987) · Gordon Bunshaft en Oscar Niemeyer (1988) · Frank Gehry (1989) · Aldo Rossi (1990) · Robert Venturi (1991) · Álvaro Siza (1992) · Fumihiko Maki (1993) · Christian de Portzamparc (1994) · Tadao Ando (1995) · Rafael Moneo (1996) · Sverre Fehn (1997) · Renzo Piano (1998) · Norman Foster (1999) · Rem Koolhaas (2000) · Herzog & de Meuron (2001) · Glenn Murcutt (2002) · Jørn Utzon (2003) · Zaha Hadid (2004) · Thom Mayne (2005) · Paulo Mendes da Rocha (2006) · Richard Rogers (2007) · Jean Nouvel (2008) · Peter Zumthor (2009) · Kazuyo Sejima en Ryue Nishizawa (SANAA) (2010) · Eduardo Souto de Moura (2011) · Wang Shu (2012) · Toyo Ito (2013) · Shigeru Ban (2014) · Frei Otto (2015) · Alejandro Aravena (2016) · Rafael Aranda, Carme Pigem en Ramon Vilalta (RCR Arquitectes) (2017) · Balkrishna Doshi (2018) · Arata Isozaki (2019) · Grafton Architects (2020) · Anne Lacaton en Jean-Philippe Vassal (2021) · Francis Kéré (2022) · David Chipperfield (2023)